# Косогірний провулок (Київ)
Косогі́рний прову́лок — провулок в Шевченківському районі міста Києва, місцевість Кудрявець. Пролягає від Глибочицької вулиці до Кудрявської вулиці. У своїй середній частині пролягає у вигляді сходів.

## Історія
Провулок відомий з 2-ї половини XIX століття під двома назвами — сучасною та вулиця Косогірний Яр (назва — від топографічного розташування Косогірного провулку). Сучасна назва утвердилася з 1907 року.

## Важливі установи
- Дошкільний навчальний заклад «Кудрявський» (буд. № 10)
- Ізолятор тимчасового тримання ГУ МВС України в м. Києві (буд. № 7)

## Зображення

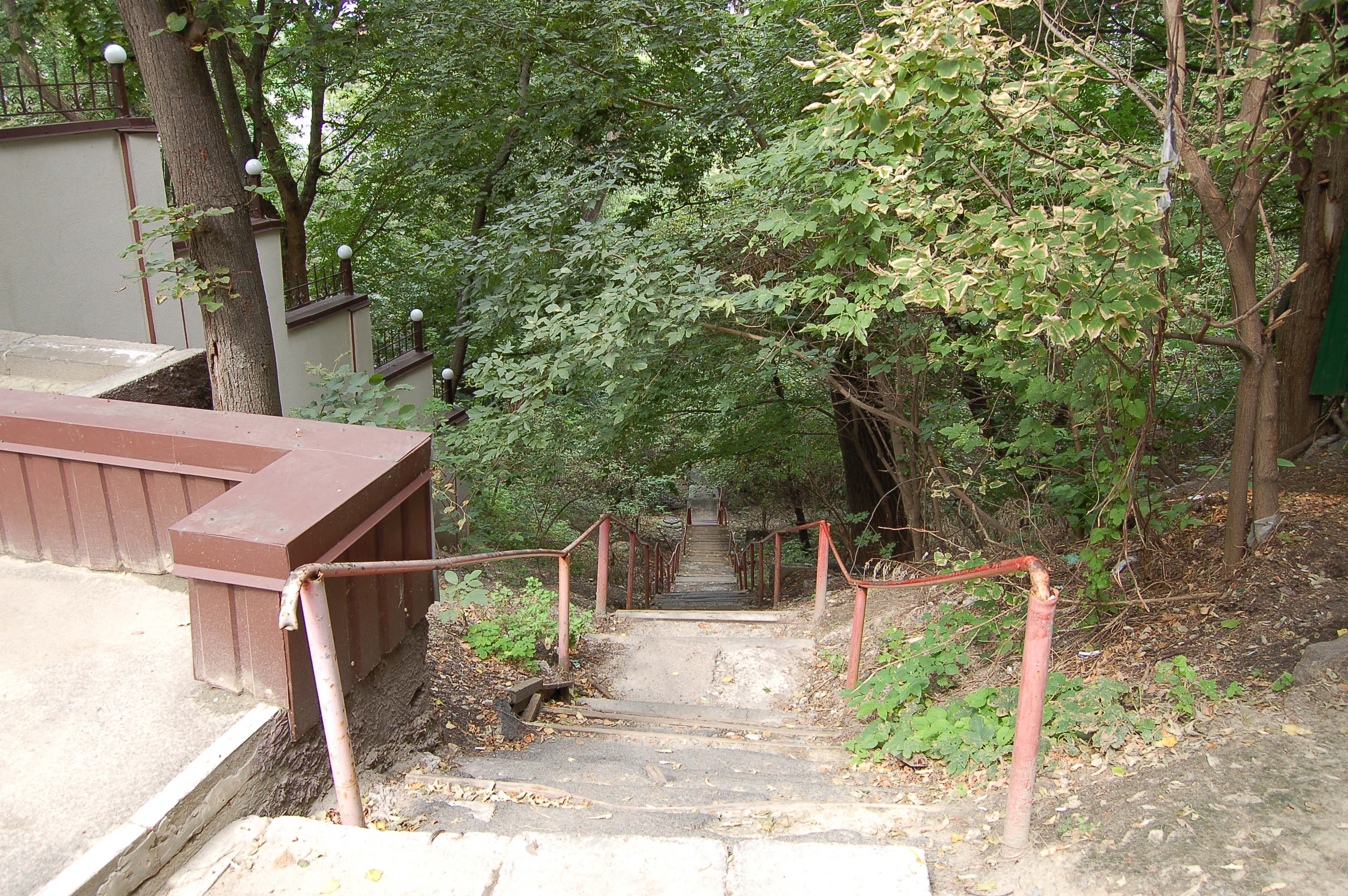
Середня частина провулку
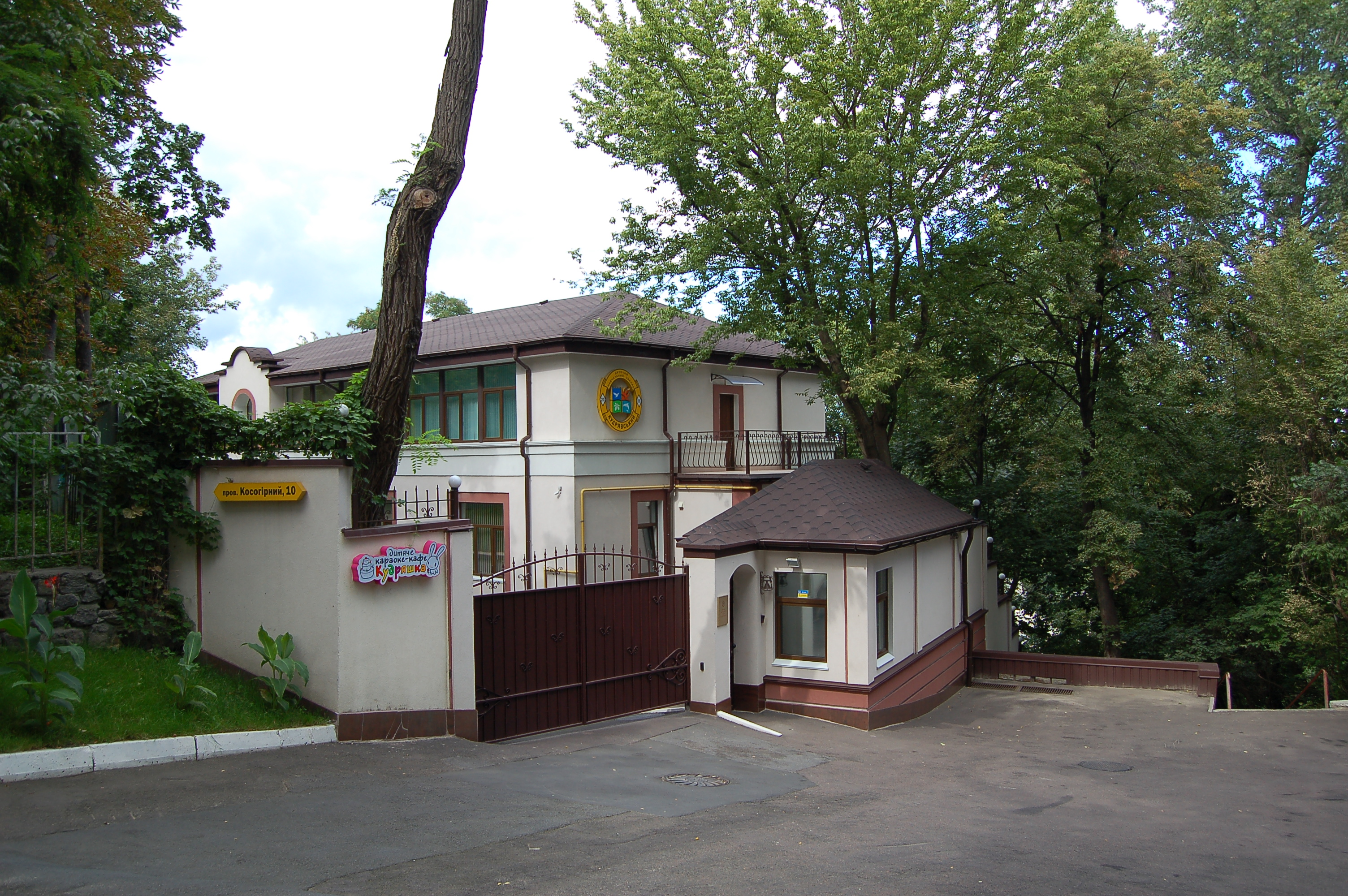
Дошкільний навчальний заклад «Кудрявський»